# 베에리
베에리(Be'eri, 히브리어: בְּאֵרִי)는 이스라엘 남부에 위치한 키부츠이다. 네게브 사막 북서부에 위치하며 가자 지구와의 동쪽 국경 근처에 있으며, 에슈콜 지역 의회의 관할에 속한다. 2016년에는 1,018명의 인구를 가지고 있었다.
10월 7일 공격 당시 하마스에 의한 베에리 학살로 130명 이상이 사망했다.
만카이라는 슈퍼푸드는 이 키부츠에서 개발되었다.

## 역사

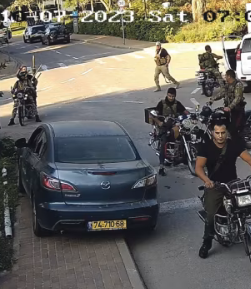
2023년 10월 7일, 하마스 무장대원들이 키부츠에 침투하는 모습

키부츠 베에리는 1946년 10월 6일 네게브의 11개 거점 중 하나로 설립되었다. 이스라엘은 베에로트 이츠하크에서 남쪽으로 몇 킬로미터 떨어진 와디 나하비르 근처에 위치했다. 설립자들은 마오즈 하임에서 준비해 온 하노아르 하오베드 베하로메드 운동의 회원들과 일부 히브리 스카우트 대원들, 그리고 파르후드에서 살아남아 1947년 사막을 가로질러 팔레스타인 위임통치령으로 건너온 이라크 유대인 그룹이었다. 이 키부츠는 베를 카츠넬슨의 필명이 베에리(Beeri)(성경 속 이름)였기에 그를 기려 명명되었다.
1947년 베에리의 인구는 150명 이상이었다. 초기 정착민들은 간척과 나무 심기에 참여했다. 유대 민족 기금은 몇 달 동안 키부츠가 완전히 고립되었지만 "정착민들은 1948년 10월 네게브가 해방될 때까지 그들의 터전을 지켰다"고 보고했다.
이스라엘 독립 후, 키부츠는 현재 위치에서 남동쪽으로 3킬로미터 이동했다. 이스라엘에서 가장 부유한 키부츠 중 하나로 여겨진다. 제2차 인티파다 동안, 키부츠는 카쌈 로켓 공격과 8킬로미터 떨어진 이스라엘–가자 장벽 근처에서의 전투로 고통받았다.
상부 홍적세 사암에서 유황 매장지가 키부츠 베에리 근처에서 발견되었다.
2020년, 슈퍼푸드 만카이가 키부츠에서 개발되었다.

### 베에리 학살
베에리 주민들과 가자 주민들 사이의 관계는 좋은 편이었다고 알려져 있다. 브렛 스티븐스는 다음과 같이 썼다.
베에리는 평화 지향적인 성향으로 잘 알려져 있었다. 이곳은 취업 허가를 받아 키부츠에 온 가자 주민들에게 재정적 지원을 제공하는 특별 기금을 마련했으며, 키부츠 주민들은 아픈 팔레스타인인들을 이스라엘 남부의 암 센터로 태워다 주는 자원봉사를 자주 했다.

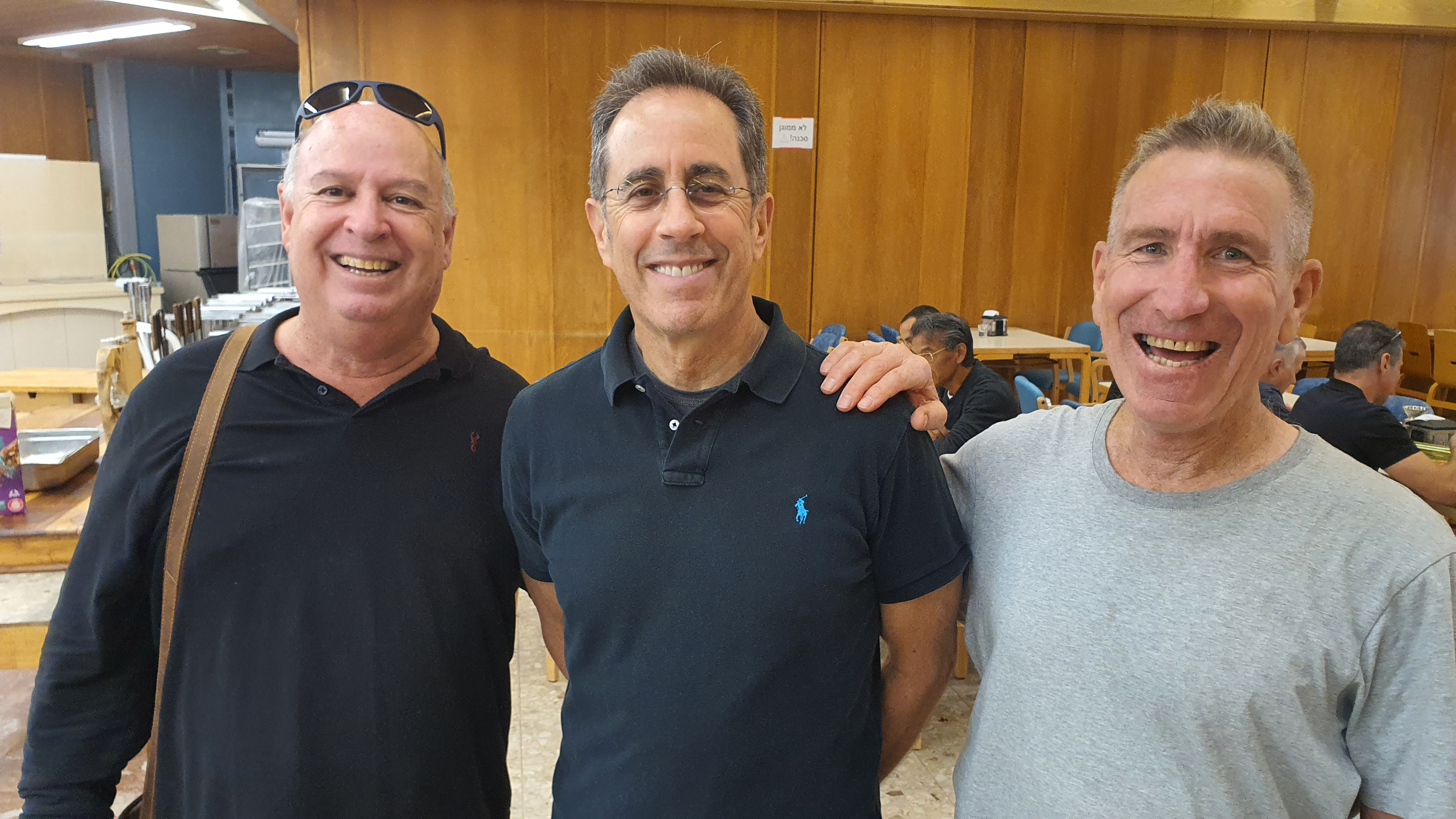
2023년 12월 19일, 키부츠 식당에서 키부츠 베에리 주민들과 함께 있는 제리 사인펠드

2023년 10월 7일, 하마스 무장대원들이 키부츠에 침투하여 알 수 없는 수의 이스라엘인들을 인질로 잡고 100명 이상을 살해했는데, 이는 가자 전쟁을 시작한 이스라엘 전역에 걸친 조직적인 공격의 일환이었다. 일부 희생자들의 친척들은 아군 사격으로 인한 잠재적 인명 손실에 대한 조사를 요구했는데, 여기에는 이스라엘 탱크가 인질로 가득 찬 집에 발포한 사건도 포함된다. 베에리에서 납치된 인질 중 한 명은 하마스에 의해 다른 이스라엘인 인질 5명과 함께 330일의 감금 끝에 살해되었다.
학살 이후, 키부츠 주민들은 대피했다. 2024년 12월 현재 약 200명의 주민이 베에리로 돌아왔고, 수백 명의 주민은 하체림 키부츠를 포함하여 이스라엘의 다른 지역에 살고 있다. 키부츠는 2026년 8월까지 완전히 재건될 것으로 기대된다.

## 경제
민영화된 많은 키부츠와 달리 키부츠 베에리는 옛 협동조합 모델을 유지하고 있다. 주요 수입원은 연간 수억 셰켈의 매출을 올리는 베에리 인쇄 회사이다. 이 회사는 패키지 인쇄, 온라인 사진 앨범, 소규모 사업체를 위한 전문 마케팅 자료로 사업을 확장했다. 또한 수경 재배를 통해 만카이(Wolffia globosa)를 재배하는 식품 기술 회사인 히노만을 소유하고 있다.
키부츠는 호호바를 재배하고 그 열매에서 추출한 오일을 화장품 산업에 판매한다. 다른 수입원으로는 프리미엄 수제 치즈를 생산하는 부티크 유제품 공장이 있다.

## 랜드마크

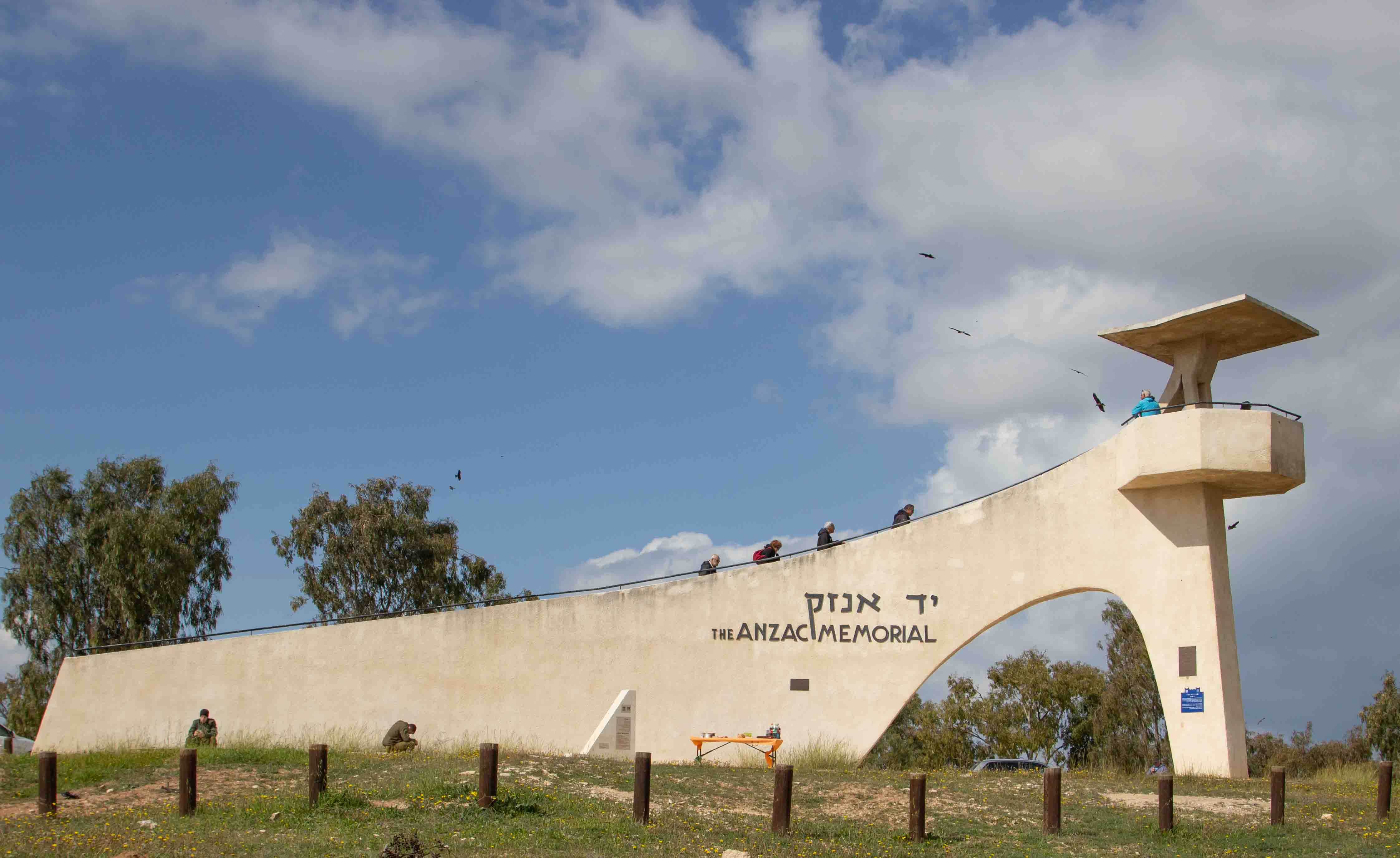
ANZAC 기념비

약 4킬로미터 북쪽에는 제1차 세계 대전의 제3차 가자 전투에서 사망한 ANZAC 병사들을 기념하는 ANZAC 기념비가 있다.

## 스포츠
키부츠의 농구 팀인 하포엘 베에리는 리가 아르치트에서 뛰고 있다.

## 저명한 인물
소피 버존 매키(1984년 1월 출생) 시각 예술가, 큐레이터, 베에리 현대 미술관 관장

## 갤러리

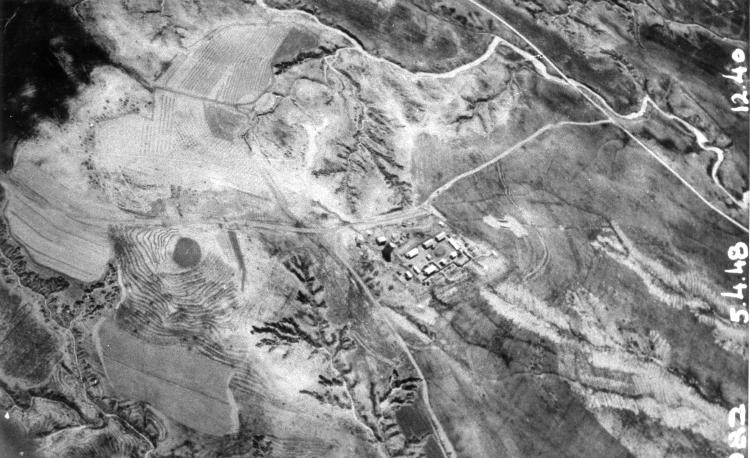
1948년 키부츠 베에리
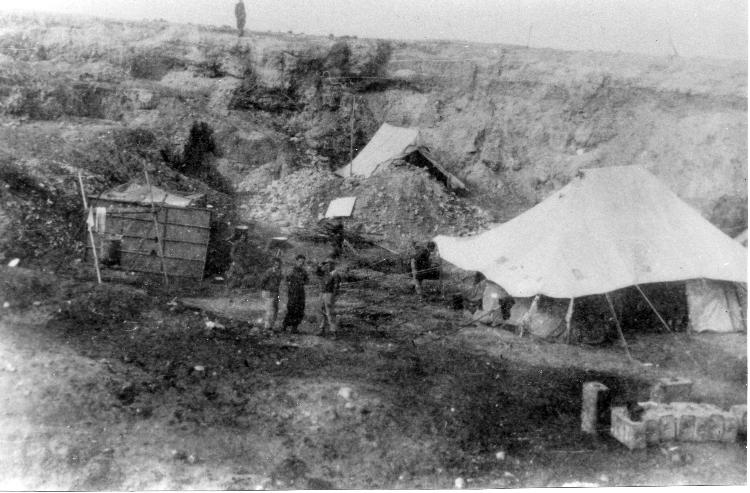
1948년 베에리 근처 이프타흐 여단 진지
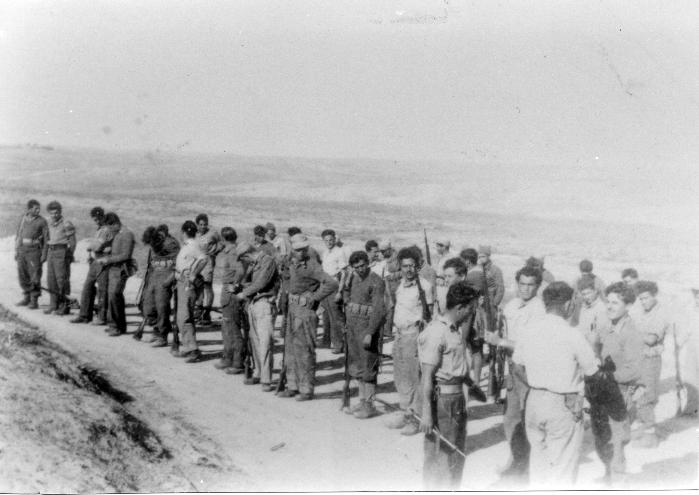
1948년 베에리에 집결한 이프타흐 여단 D중대 대원들
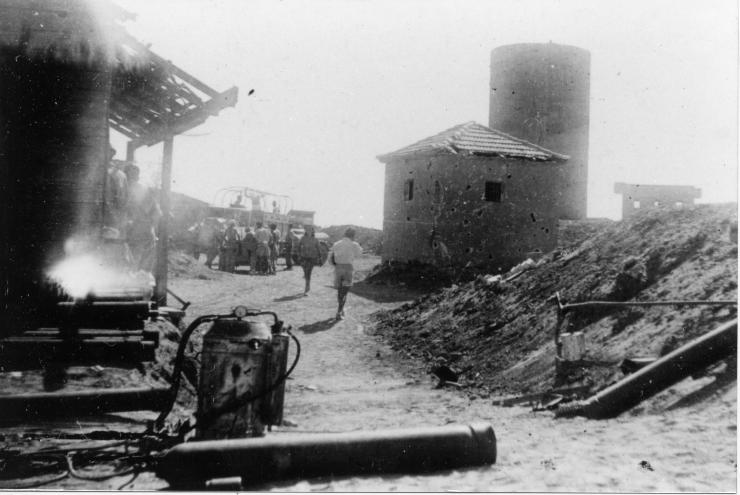
1948년 전투 후 키부츠 베에리
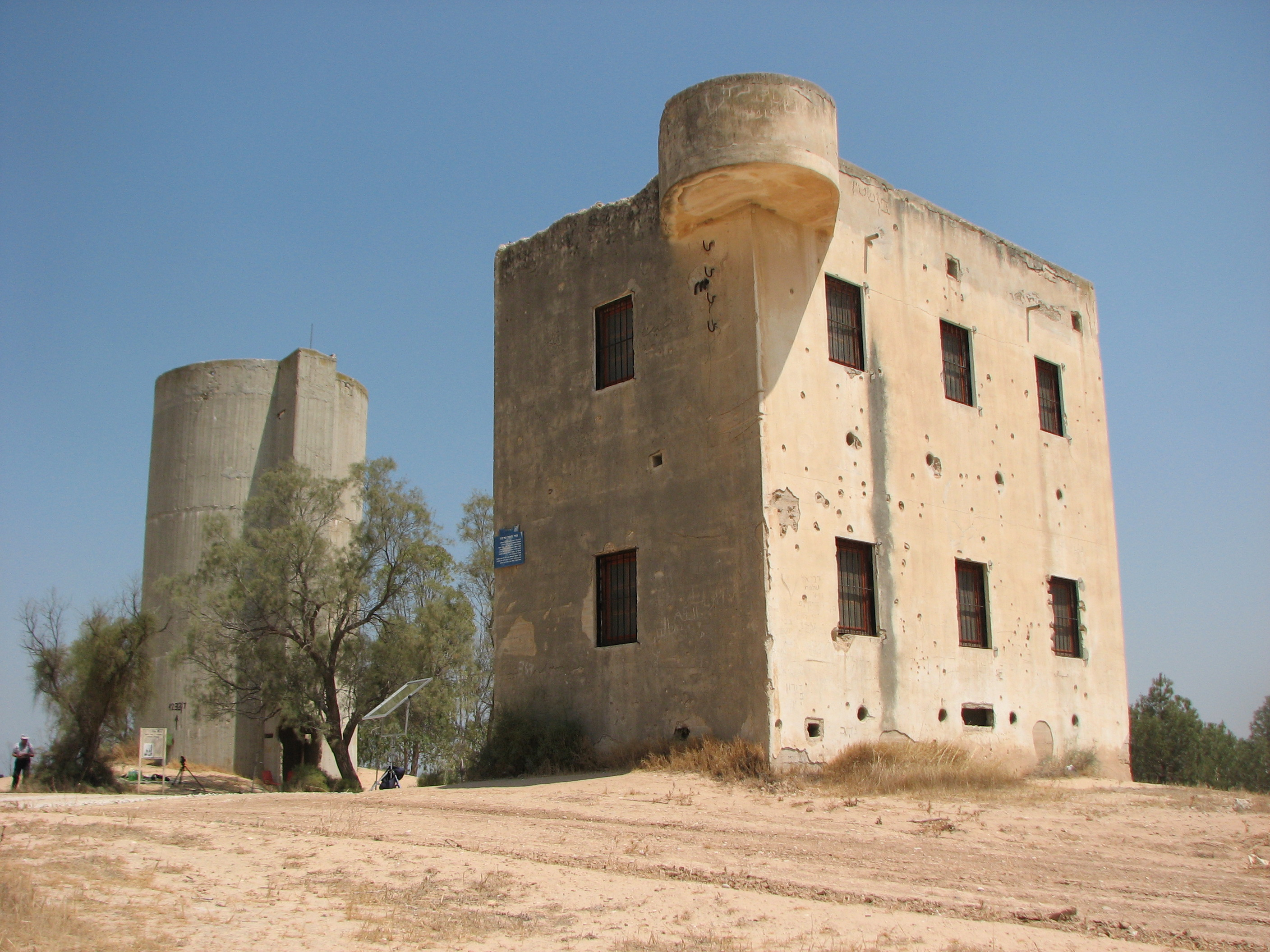
옛 급수탑 및 보안 요새
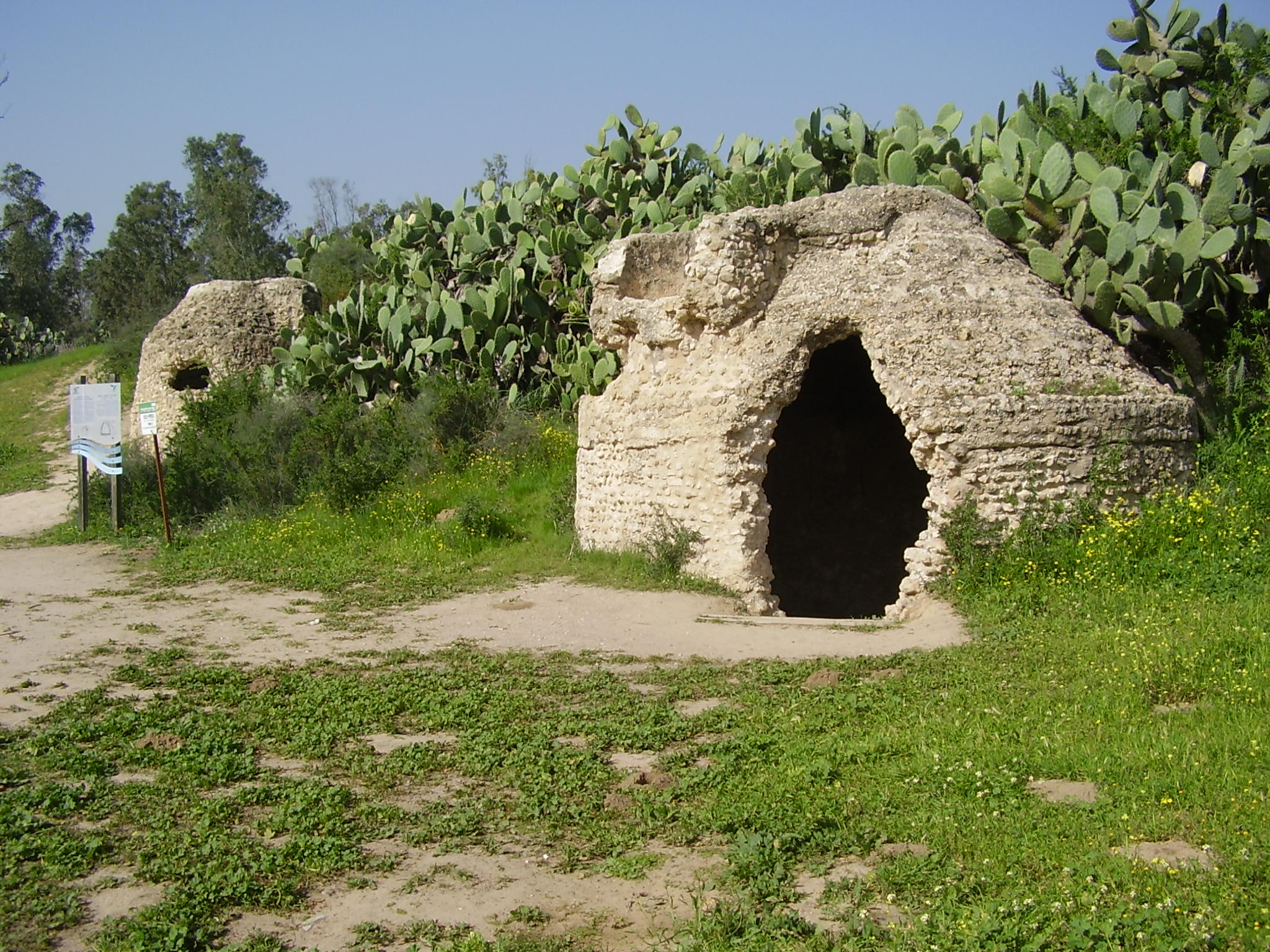
비잔틴 시대 지하수조
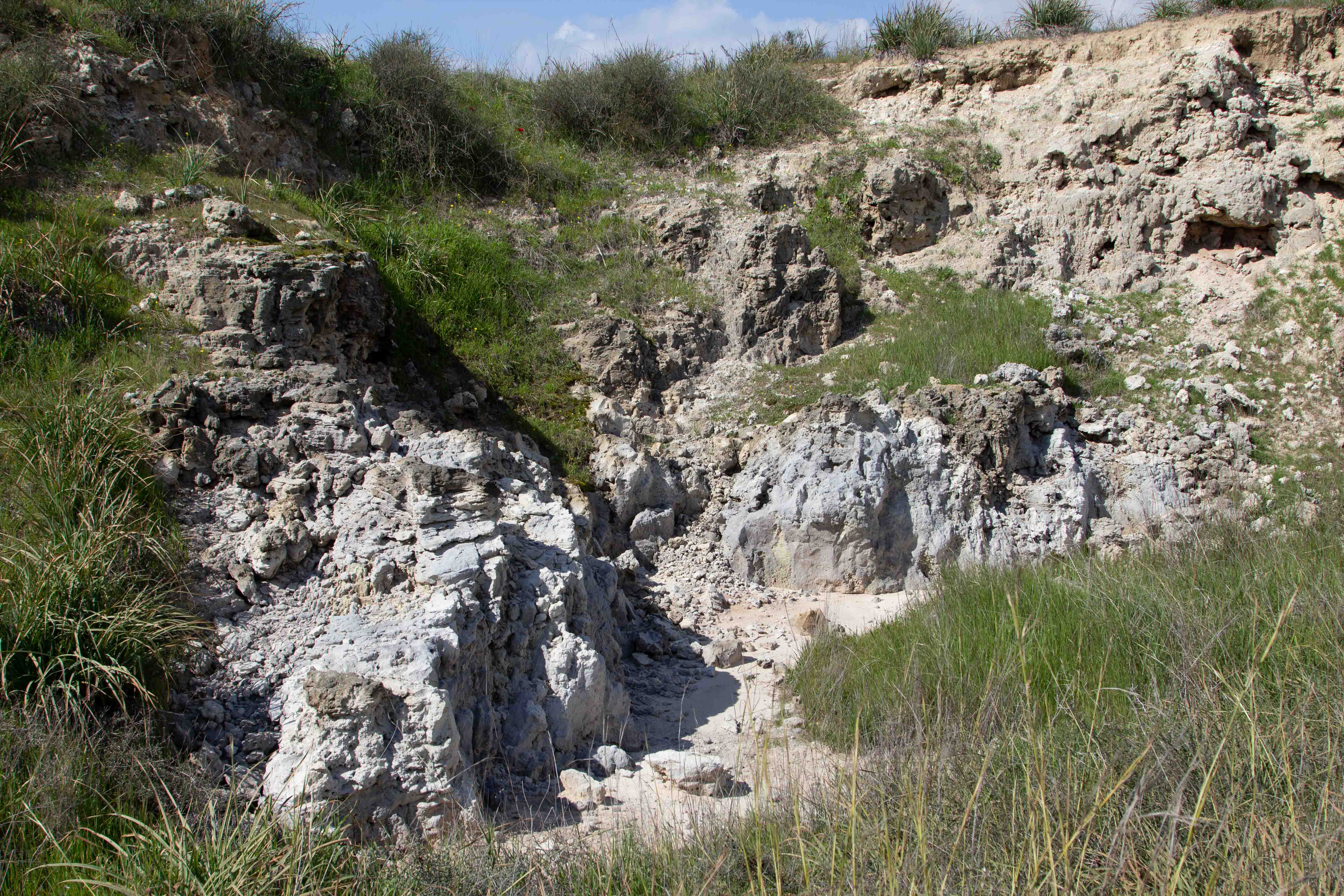
유황 광산

## 같이 보기
- 베에리 숲